# Leo August Pochhammer
Leo August Pochhammer (1841-1920) fue un matemático prusiano, conocido por su trabajo sobre funciones especiales. Introdujo el símbolo de Pochhammer, usados generalmente hoy en día, para expresar funciones hipergeométricas.
Leo Pochhammer creció en Berlín y obtuvo su doctorado en el año de 1863 en la Universidad Humbold de Berlín. Desde 1874 fue profesor en la Christian-Albrechts-Univesität en Kiel, universidad de la que luego llegó a rector. Se jubiló en 1919. 
- Datos: Q65197